# Hans Henning (Psychologe)
Hans Henning (* 15. Februar 1885 in Straßburg; † 9. April 1946 in Baden-Baden) war ein deutscher Psychologe, bekannt für seine Forschungen über den Geruch. 

## Leben
Der Sohn des Germanisten Rudolf Henning und seiner Frau Adele, einer Tochter Rudolf Virchows, besuchte das Gymnasium Frauenfeld bis 1905 und studierte in Freiburg/Br., Straßburg, Zürich und Berlin Naturwissenschaften und Psychologie. 1911 promovierte Henning an der Universität Straßburg bei Clemens Baeumker und wurde 1914 bis 1922 Assistent am Psychologischen Institut der Goethe-Universität Frankfurt, wo 1916 die Habilitation über den Geruch erfolgte. 1922 wurde er zum Professor für Philosophie, Psychologie und Pädagogik an der Technischen Hochschule Danzig berufen, um für das Lehramtsexamen die notwendige Ausbildung sicherzustellen. Dort wurde er 1934 aus sogenannten „rassenpolitischen“ Gründen (Ehe mit einer jüdischen Frau) nach dem Wahlsieg der NSDAP in Danzig beurlaubt und 1936 emeritiert. Außerdem war er nach Erich Rothacker als Demokrat und Kosmopolit bekannt.
Henning entwickelte 1916 das sogenannte „Henning-Prisma“, eine Systematik, bei der sechs Grundgerüche (würzig, blumig, fruchtig, harzig, faulig, brenzlig) den Ecken eines Prismas zugeordnet und für den Körper des Prismas entsprechende Übergänge angegeben werden. Seine chemische Systematik der Gerüche versuchte er mit dem Geruchs-Prisma zu verbinden (Geruchswahrnehmung). Analog untersuchte er den Geschmack. Seine Lehren in Frankfurt und Danzig fasst die „Psychologie der Gegenwart“ (1925) zusammen. Ein Schüler und Nachfolger war Walter Ehrenstein, der freilich auch von seinem erzwungenen Weggang profitierte. Sein Buch zur nordischen Philosophie verteidigte in der Folge seines Vaters den Gedanken einer eigenständigen nordischen Kultur gegenüber der mediterranen Hochkultur. Auch befasste er sich mit der Parapsychologie.

## Schriften
- Analyse moderner Erkenntnistheorien unter besonderer Berücksichtigung des Realitätsproblems, Dissertation Universität Straßburg 1911
- Irrgarten der Erkenntnistheorie, Straßburg 1912
- Ernst Mach als Philosoph, Physiker und Psychologe. Eine Monographie, Barth, Leipzig 1915
- Einsteins Relativitätslehre im Lichte der experimentellen Psychologie und des philosophischen Realismus, Barth, Leipzig 1922
- Handbuch der biologischen Arbeitsmethoden. Abt. 6, Teil A, H. 4 Psychologische Methoden zur Untersuchung des Geschmacksinns, Berlin 1922
- Der Geruch. Ein Handbuch, überarb. 2. Auflage, Leipzig 1924 [= überarb. Habilitationsschrift von 1916]
- Psychologie der Gegenwart, Mauritius, Berlin 1925; Kröner, Leipzig 1931 und 1932
- Ursprung der nordischen Philosophie. Die ältesten Kulturquellen nördlich der Alpen, Junker & Dünnhaupt, Berlin 1933

## Belege
1. ↑  Ralph Stöwer: Erich Rothacker: Sein Leben und seine Wissenschaft vom Menschen, Göttingen 2012, S. 106
2. ↑  Neurowissenschaftliche Gesellschaft (Memento des Originals vom 9. Juni 2016 im Internet Archive)  Info: Der Archivlink wurde automatisch eingesetzt und noch nicht geprüft. Bitte prüfe Original- und Archivlink gemäß Anleitung und entferne dann diesen Hinweis.

| Personendaten    | Personendaten                            |
| ---------------- | ---------------------------------------- |
| NAME             | Henning, Hans                            |
| KURZBESCHREIBUNG | deutscher Psychologe und Hochschullehrer |
| GEBURTSDATUM     | 15. Februar 1885                         |
| GEBURTSORT       | Straßburg                                |
| STERBEDATUM      | 9. April 1946                            |
| STERBEORT        | Baden-Baden                              |